# Ruletero a toda marcha
Ruletero a toda marcha es una película de comedia y aventura mexicana de 1962, escrita y dirigida por Rafael Baledón, y protagonizada por Eulalio González «El Piporro», María Duval, Norma Angélica, Sara García, Emma Roldán y Lucía Prado. Esta película presenta el debut cinematográfico de la actriz, comediante, cantautora y bailarina, María Elena Velasco «La India María». El argumento y la secuencia de esta película son similares y/o diferentes a los de las tres películas, Confidencias de un ruletero (1949), de Adalberto Martínez «Resortes», Pepito as del volante (1957), de Pepe Romay y Los reyes del volante (1965), de Viruta y Capulina.

## Trama
El provinciano Crisóstomo Garza González (Lalo González «El Piporro») va a trabajar como taxista a la capital para poder casarse con su novia Bárbara (María Duval). Sin embargo unos clientes lo estafan y Doña Sarita (Sara García), una anciana lo guía a su casa, pero se duerme y ambos se pierden. Luego lleva al hospital a Carmen (Norma Angélica), una parturienta  y al buscar a quién cobrar tiene que pagar el parto porque lo confunden con el padre. Luego Deborah (Lucía Prado), otra clienta cree matar a su marido al golpearlo y paga a Crisóstomo para que lo sepulte. Como el marido está vivo con el dinero paga el hospital y lleva a la parturienta, sin hogar, a su casa. Llega la novia y se encela por las tiendas de Crisóstomo y por su falsa familia. Despechada va a casarse con el hijo de una madrina, pero en la boda la recién madre aclara todo y resulta que su hijo es el novio de Bárbara, quien finalmente se reconcilia con el taxista.

## Reparto
- Eulalio González «El Piporro» como Crisóstomo Garza González/Laureano Garza González
- María Duval como Bárbara
- Norma Angélica como Carmen
- Sara García como Doña Sarita
- Lucía Prado como Deborah
- Rafael Vázquez como Rafael
- José «El Ojón» Jasso como Don Filomeno
- Sara Gabriela como Enfermera
- David Reynoso como El Chato, amante de Deborah
- Agustín Isunza como Cliente de taxi
- Amparo Arozamena como Administradora del hospital
- Emma Roldán como Madre de Bárbara
- Conchita Gentil Arcos como Anciana samaritana
- Pedro de Urdimalas como Policía
- José Pardavé como Anciano en hospital
- María Gentil Arcos como Anciana samaritana
- Mayte Carol como Enfermera
- Armando Acosta como Cliente gordo de taxi
- Victorio Blanco como Anciano en cantina
- Queta Carrasco como Vecina
- Lupe Carriles como Madre de Crisóstomo
- Alfonso Carti como Policía
- María Luisa Corona como Vecina anciana
- Abel Cureño como Espectador de pelea
- Amalia Gama como Vecina anciana
- Carlos Guarneros como Pueblerino
- Leonor Gómez como Doña Eduvigitas, portera
- Vicente Lara como Hombre en cantina
- Cecilia Leger como Doña Panchita, madrina de Bárbara
- Concepción Martínez como Vecina chismosa
- Rubén Márquez como Cliente de cantina
- Alicia Reyna como Enfermera anciana
- Joaquín Roche Jr. como Amigo de Rafael
- Mario Sevilla como Cliente de taxi
- Carlos Suárez como Médico
- Ramón Sánchez como Espectador de pelea
- Salvador Terroba como Cuidador de hospital
- Ramón Valdés como Juez del registro civil
- María Elena Velasco «La India María» como Enfermera
- Fernando Yapur como Pueblerino